# Grace Reid
Grace Reid (Edimburgo, 9 de maio de 1996) é uma saltadora britânica, especialista no trampolim.

## Carreira

### Rio 2016
Reid representou seu país nos Jogos Olímpicos de Verão de 2016, na qual ficou em oitavo lugar no trampolim individual.